# 鐮海鯰
鐮海鯰（學名：Arius arius）又名中華海鯰（Arius sinensis），為輻鰭魚綱鯰形目海鯰科的其中一種，分布印度西太平洋區，包括印度、孟加拉、巴基斯坦、緬甸、越南、中國、菲律賓、新加坡半鹹水、鹹水域，體長可達40公分，棲息在沿海潟湖、河口區，為底棲性魚類，屬肉食性，以無脊椎動物為食，可做為食用魚。

## 擴展閱讀
維基物種上的相關：鐮海鯰